# Autonome republiek van de Krim
De Krimrepubliek of de autonome republiek van de Krim (Oekraïens: Автономна Республіка Крим, Avtonomna Respublika Krym, Russisch: Автономная Республика Крым, Avtonomnaya Respublika Krym, Krim-Tataars: Qırım Muhtar Cumhuriyeti) is een autonome republiek op het schiereiland de Krim. De autonome republiek omvat het gehele schiereiland, met uitzondering van de marinestad Sebastopol en omgeving, en het noordelijke deel van de Schoorwal van Arabat. De hoofdstad van de Krimrepubliek is Simferopol. De republiek heeft 2.033.736 inwoners (2001) en een oppervlakte van 26.200 km².

## Geschiedenis
Eind 1917 ontstond er op de Krim, tijdens de woelige jaren van de Russische Burgeroorlog, een onafhankelijke Krim-Tataarse Krimrepubliek. Deze was echter een kort leven beschoren, want in januari 1918 werd de republiek door de Bolsjewieken ingenomen. Tussen 1921 en 1945 lag op de Krim de Krimse Autonome Socialistische Sovjetrepubliek, wat een onderdeel vormde van de Russische SFSR. Vanaf 1945 werd de autonome status weer ingetrokken en werd de republiek omgevormd to de Krimse Oblast. In 1954 werd de Krim in zijn geheel tijdens het bewind van Chroesjtsjov overgedragen van de Russische Socialistische Federatieve Sovjetrepubliek naar de Oekraïense Socialistische Sovjetrepubliek.
In januari 1991 sprak een meerderheid van de bevolking zich via een
referendum uit voor de vorming van een autonome Krimrepubliek, binnen de Sovjet-Unie.
Met de ineenstorting van de Sovjet-Unie kort daarna in de jaren 1992-1996 (toen de Sovjet-regering van Gorbatsjov plaatsmaakte voor het bewind van Jeltsin) bleef de Krim echter onderdeel van het onafhankelijk geworden Oekraïne. Voor een groot deel van de hoofdzakelijk Russische bevolking kwam dit vrij onverwacht en zorgde voor spanning tussen Oekraïne en Rusland. Omdat de Zwarte Zeevloot op het schiereiland was gevestigd, maakte men zich regelmatig zorgen over het gevaar van een eventueel gewapend conflict.
Een belangrijke clausule in het verdrag waarmee de nieuwe onafhankelijke staat Oekraïne vrijwillig afstand deed van het "geërfd" nucleair arsenaal van de voormalige Sovjet-Unie, dat daarop met Amerikaanse steun werd bewerkt tot nucleaire grondstof voor vreedzaam gebruik, betrof evenwel de erkenning van de staatsgrenzen. Oekraïne was bereid al deze kernwapens af te staan mits de grenzen van het land maar zouden worden gerespecteerd.
Op 5 mei 1992 riep een organisatie die zichzelf had benoemd tot het "parlement van de Krim" eigenmachtig de onafhankelijkheid van de zogeheten "Krimrepubliek" uit en op 6 mei 1992 namen de parlementsleden in Simferopol een aparte grondwet aan voor de nieuw gevormde Krimrepubliek. Het landelijke Oekraïense parlement verklaarde de onafhankelijksverklaring echter als ongeldig en liet de grondwet van de Krimrepubliek aanpassen aan die van Oekraïne. Men ging ermee akkoord dat de Krimrepubliek als autonome republiek binnen Oekraïne zou blijven. Sindsdien beschikte de Krimrepubliek weer over een eigen wapen en een eigen vlag.
In januari 1994 werd de Rus Joeri Mesjkov, die voorstander was van een nauwe band met Rusland, gekozen tot president van de Krimrepubliek. In de zomer van 1994 kwam het echter tot een machtsstrijd tussen het parlement en de president. Opnieuw eiste het Oekraïense parlement in Kiev dat de wetgeving in de Krimrepubliek ondergeschikt zou worden gemaakt aan het Oekraïense recht en het dreigde zelfs de Krimrepubliek haar autonomie te ontnemen. Uiteindelijk besliste de Krimrepubliek dat er geen beslissingen zouden worden genomen die inbreuk zouden kunnen maken op de Oekraïense grondwet.

### Russische annexatie
Op 27 februari 2014 bezetten tientallen gewapende mannen het parlementsgebouw in de regionale hoofdstad Simferopol. Ze hesen de Russische vlag. Twee vliegvelden bij Simferopol en Sebastopol werden bezet door Russische militairen. Ook het gebouw van de Oekraïense staatstelevisie in Simferopol werd door een pro-Russische militie of Russische militairen bezet. De acties waren bedoeld om "de positie aan de Zwarte Zee te behouden". De Veiligheidsraad van de Verenigde Naties kwam in New York bijeen vanwege de annexatie van de Krim.
Sergej Aksenov maakte op 1 maart 2014 bekend dat een gepland referendum over de status van de Krim zou worden vervroegd van 25 mei 2014 naar 30 maart 2014. Dat werd later verder vervroegd naar 16 maart 2014. De bevolking van de Krim kon zich uitspreken over enerzijds aansluiting bij Rusland en anderzijds autonome republiek van Oekraïne blijven. Na het referendum scheidde de republiek zich op 17 maart samen met Sebastopol af als onafhankelijke 'Republiek van de Krim'. Een dag later werd het gebied door Rusland geannexeerd als de federale 'Republiek van de Krim' en de federale stad Sebastopol. Het houden van een referendum over aansluiting en het uitroepen van de onafhankelijkheid was noodzakelijk binnen de Russische wettelijke kaders om buitenlands territorium formeel te kunnen annexeren. Beiden zaken dienden hier het vooropgezette Russische doel tot annexatie.

## Bevolking en talen
Volgens de Oekraïense census van 2001 waren de 2.033.736 inwoners over de volgende etnische groepen verdeeld:
- Russen - 58,3%
- Oekraïners - 24,3%
- Krim-Tataren - 12,1%
- Wit-Russen - 1,44%
- Wolga-Tataren - 0,54%
- Armeniërs - 0,43%
- Joden - 0,22%

Andere minderheden zijn Polen, Azerbeidzjanen, Koreanen, Grieken, Duitsers en Roma. Het aandeel van de Krim-Tataren stijgt snel sinds zij sinds 1989 mogen terugkeren naar de Krim. Hierdoor zijn conflicten uitgebroken met andere bevolkingsgroepen, zoals de Russen, over het herkrijgen van afgenomen eigendommen bij de deportaties van 1944. Veel Krim-Tataren hebben gebieden ingenomen die van Russen waren en er bestaan nu meer dan 300 dorpen die op dergelijke grond zijn gebouwd.
Ook al is het Oekraïens de officiële taal van het hele land en daarom de enige taal die door de landelijke en de lokale overheden gebruikt wordt, is dit niet het geval in de Krimrepubliek, waar de overheid zich nog steeds bedient van het Russisch. De beperkte pogingen die door de Oekraïense overheid zijn ondernomen om het gebruik van het Oekraïens in het onderwijs en de overheid te vergroten zijn, in tegenstelling tot andere Russischtalige gebieden in Oekraïne, niet erg succesvol geweest. Naast deze twee talen wordt er ook, over de hele republiek verspreid Krim-Tataars gesproken. Volgens de bovengenoemde census van 2001 werden de volgende talen als moedertaal opgegeven:
- Russisch - 77%
- Krim-Tataars - 11,4%
- Oekraïens - 10,1%

## Overheid en politiek
De Krimrepubliek is een parlementaire republiek zonder president. De wetgevende macht is het parlement met honderd leden, de Hoogste Raad van de Krim. De uitvoerende macht is in handen van de Ministerraad, met aan het hoofd de premier, die wordt aangewezen door de Hoogste Raad.

## Bestuurlijke indeling
De Krimrepubliek wordt verdeeld in 14 rajons (район) en 11 stadsrajons, die samen vallen met het grondgebied van een stadsgemeente.

### Rajons
1. Bachtsjisaraj
2. Belogorsk
3. Dzjankoj
4. Kirov
5. Krasnogvardejsk
6. Krasnoperekopsk
7. Lenino
8. Nizjnegorski
9. Pervomajskoje
10. Razdolnoje
11. Saki
12. Simferopol
13. Sovetski
14. Tsjernomorskoje

Stadsrajons
15. Aloesjta
16. Armjansk
17. Dzjankoj
18. Jevpatorija
19. Kertsj
20. Krasnoperekopsk
21. Saki
22. Simferopol
23. Soedak
24. Feodosija
25. Jalta